# Abel Repolho Correia
Abel Repolho Correia (Gondomar, Rio Tinto, 8 de setembro de 1926 - Lisboa, 14 de abril de 1994) foi um economista português. Ocupou o cargo de Ministro do Comércio e Turismo no IV Governo Constitucional.

## Biografia
Licenciado em Ciências Económicas e Financeiras - 1948 (ISCEF). Docente do ISCEF (1948-53 e 1958-60), técnico e quadro de organismos do Ministério da Economia (1948-58), chefe de gabinete do Ministro da Economia (1954-58), vereador da Câmara Municipal de Lisboa (1959-66), vogal do Conselho Administrativo do Fundo de Fomento Nacional (1954-60) e da Comissão Técnica de Cooperação Económica Externa (1962-69). Foi diretor da Sapec (1959-69), administrador do Banco Fonsecas & Burnay (1969-75), presidente da Handy e empresas associadas (1975-76), administrador (1976-77) e vice-presidente da Siderurgia (1977-84), administrador do Banco Nacional Ultramarino. Recebeu condecorações da Alemanha Ocidental, Brasil, Bulgária e Hungria.

## Funções governamentais exercidas
- III Governo Constitucional
  - Secretário de Estado da Energia e Indústrias de Base
- IV Governo Constitucional
  - Ministro do Comércio e Turismo